# Масленица
Масленица (на руски: Масленица, Масляница; на украински: Масниця; на беларуски: Масленіца, Масленка) е източнославянски празник. На него руснаци, украинци и беларуси честват край на зимата и началото на пролетта. Също така се нарича „Сырная неделя“ (сирена седмица).

## Традиции
Според археологическите данни от 2 в. пр.н.е. Масленица може да е най-старият оцелял славянски празник. Масленица произхожда от езическата традиция. В славянската митология, Масленица е слънце-фестивал, в лицето на древния бог Волос, и празник на предстоящия край на зимата. В християнската традиция Масленица е последната седмица преди началото на Великия пост.
Сцена от филма "Сибирския бръснар" с празнуването на Масленица.